# Бурунди на летних Олимпийских играх 2000
Бурунди принимала участие в Летних Олимпийских играх 2000 года в Сиднее (Австралия) во второй раз за свою историю, но не завоевала ни одной медали. Сборную страны представляли 5 мужчин и 1 женщина, выступавшие в соревнованиях по лёгкой атлетике.

## Лёгкая атлетика
Спортсменов — 6
Мужчины
| Спортсмен            | Вид     | Забег     | Забег | Полуфинал | Полуфинал | Финал          | Финал     |
| Спортсмен            | Вид     | Результат | Место | Результат | Место     | Результат      | Место     |
| -------------------- | ------- | --------- | ----- | --------- | --------- | -------------- | --------- |
| Жан-Патрик Ндувимана | 800 м   | 1.46,78   | 2     | 1.46,98   | 6         | Не прошёл      | Не прошёл |
| Артемон Хатунгимана  | 800 м   | 1.48,14   | 3     | Не прошёл | Не прошёл | Не прошёл      | Не прошёл |
| Венусте Нийонгабо    | 5000 м  | 13.49,57  | 15    | Не прошёл | Не прошёл | Не прошёл      | Не прошёл |
| Алоис Низигама       | 10000 м | 27.50,09  | 8     |           |           | 27.44,56       | 9         |
| Патрик Ндайисенга    | Марафон |           |       |           |           | не финишировал | -         |

Женщины
| Спортсмен    | Вид    | Забег     | Забег | Финал     | Финал     |
| Спортсмен    | Вид    | Результат | Место | Результат | Место     |
| ------------ | ------ | --------- | ----- | --------- | --------- |
| Диана Нукури | 5000 м | 16.38,30  | 14    | Не прошла | Не прошла |